# Ammoecius lusitanicus
Ammoecius lusitanicus är en skalbaggsart som beskrevs av Wilhelm Ferdinand Erichson 1848. Ammoecius lusitanicus ingår i släktet Ammoecius och familjen Aphodiidae. Inga underarter finns listade i Catalogue of Life.